# (1030) Vitja
Vitja es el asteroide número 1030 ubicado en el cinturón de asteroides. Fue descubierto el 25 de mayo de 1924 por Vladímir Aleksándrovich Albitski desde el observatorio de Simeiz en Crimea.
Está nombrado en honor de Víktor «Vitja» Víktorovich Zaslavski (1925-1944), un pariente del descubridor.